# Cúp bóng đá châu Á 2027
Cúp bóng đá châu Á 2027 (tiếng Anh: 2027 AFC Asian Cup; tiếng Ả Rập: كأس آسيا 2027) sẽ là lần tổ chức thứ 19 của Cúp bóng đá châu Á, giải vô địch bóng đá nam quốc tế bốn năm một lần của châu Á do Liên đoàn bóng đá châu Á (AFC). Giải đấu sẽ có sự tham gia của 24 đội tuyển quốc gia, được tổ chức tại Ả Rập Xê Út từ ngày 7 tháng 1 đến 5 tháng 2 năm 2027.
Giải đấu sẽ diễn ra với chu kỳ 4 năm như thường lệ, sau khi giải đấu năm 2023 bị hoãn sang năm 2024 do Trung Quốc bị tước quyền đăng cai và nhiệt độ mùa hè cao ở Qatar.
Qatar là đương kim vô địch khi lên ngôi hai lần liên tiếp vào năm 2019 và 2023.

## Lựa chọn chủ nhà
AFC xác nhận rằng các hiệp hội thành viên sau đây bày tỏ mong muốn đăng cai Cúp bóng đá châu Á 2027 trước hạn chót ngày 30 tháng 6 năm 2020 và họ đã đưa ra những lá thư cam kết cần thiết vào tháng 11. Chủ nhà dự kiến sẽ được công bố tại Đại hội AFC vào năm 2021. Tuy nhiên, do ảnh hưởng của Đại dịch COVID-19 tại châu Á, xác nhận chọn chủ nhà vào năm 2022, thậm chí có thể là năm 2023. Qatar đã nộp đơn đăng cai Asian Cup 2027, tuy nhiên sau khi Trung Quốc rút đăng cai Asian Cup 2023, Qatar đã được chọn thay thế, và họ sẽ buộc phải hủy kế hoạch chạy đua đăng cai giải đấu năm 2027, do một quốc gia không được đăng cai 2 kỳ Asian Cup liên tiếp, vào ngày 5 tháng 12 năm 2022, Ấn Độ, 1 trong 2 quốc gia còn lại tham gia đấu thầu đăng cai đã rút hồ sơ dự thầu, khiến cho Ả Rập Xê Út trở thành quốc gia dự thầu duy nhất đăng cai Cúp bóng đá Châu Á năm 2027. Vào ngày 1 tháng 2, AFC chính thức trao quyền đăng cai giải đấu cho Ả Rập Xê Út và quốc gia này lần đầu tiên tổ chức giải đấu.

## Vòng loại

Đội vượt qua vòng loại (tính cả chủ nhà)
Đội phải thi đấu vòng loại
Các đội đã bị loại
Không phải là thành viên AFC

Hai vòng đầu tiên của vòng loại sẽ đóng vai trò là một phần của vòng loại châu Á cho Giải vô địch bóng đá thế giới 2026. Đội chủ nhà Ả Rập Xê Út sẽ nghiễm nhiên có suất tham dự Cúp bóng đá châu Á 2027, nhưng họ cũng sẽ tham gia các vòng loại để giành vé tham dự Giải vô địch bóng đá thế giới 2026. Tuy nhiên, do ảnh hưởng của FIFA cho phép số suất từ World Cup 2026 đã được thay đổi từ 32 đội như trước đây lên 48 đội và AFC thay đổi từ 4,5 suất lên 8,5 suất vé, AFC quyết định thay đổi thể thức để đảm bảo cho các đội bóng tham dự vòng loại.
Quần đảo Bắc Mariana, nơi hiệp hội bóng đá đã trở thành thành viên AFC đầy đủ thứ 47 trong Đại hội lần thứ 30 của liên đoàn vào ngày 9 tháng 12 năm 2020, đủ điều kiện tham dự giải đấu vòng loại chỉ dành cho Cúp bóng đá châu Á.

### Các đội tuyển được vượt qua vòng loại
| Đội tuyển         | Tư cách của vòng loại | Ngày của vòng loại  | Số lần tham dự giải đấu | Lần tham dự gần nhất | Thành tích tốt nhất lần trước    |
| ----------------- | --------------------- | ------------------- | ----------------------- | -------------------- | -------------------------------- |
| Ả Rập Xê Út       | Chủ nhà               | 1 tháng 2 năm 2023  | 12                      | 2023                 | Vô địch (1984, 1988, 1996)       |
| Qatar             | Nhất bảng A (vòng 2)  | 26 tháng 3 năm 2024 | 12                      | 2023                 | Vô địch (2019, 2023)             |
| Iran              | Nhất bảng E (vòng 2)  | 26 tháng 3 năm 2024 | 16                      | 2023                 | Vô địch (1968, 1972, 1976)       |
| Iraq              | Nhất bảng F (vòng 2)  | 26 tháng 3 năm 2024 | 11                      | 2023                 | Vô địch (2007)                   |
| UAE               | Nhất bảng H (vòng 2)  | 26 tháng 3 năm 2024 | 12                      | 2023                 | Á quân (1996)                    |
| Úc                | Nhất bảng I (vòng 2)  | 26 tháng 3 năm 2024 | 6                       | 2023                 | Vô địch (2015)                   |
| Uzbekistan        | Nhì bảng E (vòng 2)   | 26 tháng 3 năm 2024 | 9                       | 2023                 | Hạng tư (2011)                   |
| Nhật Bản          | Nhất bảng B (vòng 2)  | 2 tháng 4 năm 2024  | 11                      | 2023                 | Vô địch (1992, 2000, 2004, 2011) |
| Hàn Quốc          | Nhất bảng C (vòng 2)  | 6 tháng 6 năm 2024  | 16                      | 2023                 | Vô địch (1956, 1960)             |
| Oman              | Nhất bảng D (vòng 2)  | 6 tháng 6 năm 2024  | 6                       | 2023                 | Vòng 16 đội (2019)               |
| Jordan            | Nhất bảng G (vòng 2)  | 6 tháng 6 năm 2024  | 6                       | 2023                 | Á quân (2023)                    |
| Bahrain           | Nhì bảng H (vòng 2)   | 6 tháng 6 năm 2024  | 8                       | 2023                 | Hạng tư (2004)                   |
| Palestine         | Nhì bảng I (vòng 2)   | 6 tháng 6 năm 2024  | 4                       | 2023                 | Vòng 16 đội (2023)               |
| Kuwait            | Nhì bảng A (vòng 2)   | 11 tháng 6 năm 2024 | 11                      | 2015                 | Vô địch (1980)                   |
| CHDCND Triều Tiên | Nhì bảng B (vòng 2)   | 11 tháng 6 năm 2024 | 6                       | 2019                 | Hạng tư (1980)                   |
| Trung Quốc        | Nhì bảng C (vòng 2)   | 11 tháng 6 năm 2024 | 14                      | 2023                 | Á quân (1984, 2004)              |
| Kyrgyzstan        | Nhì bảng D (vòng 2)   | 11 tháng 6 năm 2024 | 3                       | 2023                 | Vòng 16 đội (2019)               |
| Indonesia         | Nhì bảng F (vòng 2)   | 11 tháng 6 năm 2024 | 6                       | 2023                 | Vòng 16 đội (2023)               |
| TBD               | Nhất Bảng A (Vòng 3)  |                     |                         |                      |                                  |
| TBD               | Nhất Bảng B (Vòng 3)  |                     |                         |                      |                                  |
| TBD               | Nhất Bảng C (Vòng 3)  |                     |                         |                      |                                  |
| TBD               | Nhất Bảng D (Vòng 3)  |                     |                         |                      |                                  |
| TBD               | Nhất Bảng C (Vòng 3)  |                     |                         |                      |                                  |
| TBD               | Nhất Bảng D (Vòng 3)  |                     |                         |                      |                                  |

## Địa điểm
Dưới đây là địa điểm thi đấu vòng chung kết Cúp bóng đá châu Á 2027:
| Riyadh                                           | Riyadh                                   | Riyadh                                                   | Riyadh                                 | Riyadh                      |        |
| ------------------------------------------------ | ---------------------------------------- | -------------------------------------------------------- | -------------------------------------- | --------------------------- | ------ |
| Sân vận động Thành phố Thể thao Nhà vua Fahd     | Sân vận động Đại học Nhà vua Saud        | Sân vận động Thành phố Thể thao Hoàng tử Faisal bin Fahd | Sân vận động Qiddiya                   | Sân vận động mới Riyadh     |        |
| Sức chứa: 80,000 (nâng cấp)                      | Sức chứa: 25,000                         | Sức chứa: 44,500 (nâng cấp)                              | Sức chứa: 40,000 (xây mới)             | Sức chứa: 40,000 (xây mới)  |        |
|                                                  |                                          |                                                          |                                        |                             |        |
| KhobarDammamJeddahRiyadh                         |                                          |                                                          |                                        |                             |        |
| Jeddah                                           | Jeddah                                   | Dammam                                                   | Dammam                                 | Khobar                      | Khobar |
| Sân vận động Thành phố Thể thao Nhà vua Abdullah | Sân vận động Hoàng tử Abdullah Al Faisal | Sân vận động mới Dammam                                  | Sân vận động Hoàng tử Mohamed bin Fahd | Sân vận động Aramco         |        |
| Sức chứa: 65,000                                 | Sức chứa: 27,000 (nâng cấp)              | Sức chứa: 40,000 (xây mới)                               | Sức chứa: 25,226 (nâng cấp)            | Sức chứa: 46,096 (nâng cấp) |        |
|                                                  |                                          |                                                          |                                        | 140x140px                   |        |

## Tiếp thị

### Nhà tài trợ
- Credit Saison
- EFootball (Konami)[11]
- Neom
- Qatar Airways[12]
- Visit Saudi

## Bản quyền phát sóng
Các đài truyền hình trên toàn thế giới đã mua được bản quyền giải đấu bao gồm: